# It's Who You Are
It's Who You Are è un singolo, del 2010, dell'attrice e cantante statunitense AJ Michalka.

## Il disco
Il brano appare nella colonna del film Un anno da ricordare, nel titolo originale, Secretariat.
Il regista, Randall Wallace ha incaricato Nick Glennie-Smith di creare lo spartito della colonna sonora del film. Ma la canzone finale, Wallace l'ha intitolata attingendo dalla sua esperienza di compositore, It's Who You Are. "L'atto creativo della canzone rispecchiava parte del mio viaggio interiore, era come svelare il cuore della storia" confidò Wallace, ormai compositore di successo.  
Il film racconta la storia del più veloce cavallo da corsa di tutti i tempi. Il viaggio interiore che Nick ha dovuto compiere nel comporre, It's Who You Are,, dice Wallace, ha servito per rispondere alla domanda: "qual è l'essenza della vittoria?”. Il regista ancora non sapeva chi avrebbe potuto cantare la canzone finale del film, fino a quando ebbe assistito alle prove del cast, nella scena in cui la figlia di Penny, Kate, interpretata da AJ Michalka, recita in uno spettacolo musicale in cui la madre non può prendervi parte. "Durante la recita,” dice Wallace, "ho ascoltato Kate cantare a voce alta Silent Night durante la lettura del copione". Wallace rimase molto impressionato, così più tardi chiese a Michalka di cantare la canzone, registrando la demo presso gli studi della Dockside a Maurice, LA.
Michalca confidò: "ebbi un fremito, quasi una scossa, mentre registravo “It's Who You Are”” disse la cantante; "Musicalmente la Louisiana conserva un ritmo ancestrale, quindi cantare quella canzone in un bellissimo studio che si affacciava sul fiume è qualcosa che non dimenticherò mai. Randall con la sua chitarra, ed io al pianoforte abbiamo condiviso un momento nello stile gospel della Kum-ba-yah.” Il brano fu acquistabile in download digitale a partire dal 9 novembre 2010.
Per la promozione di questo singolo AJ Michalca si è affidata a Radio Disney, che dopo averla intervistata ha accolto molto positivamente della canzone.

## Il video
Il video inizia con una scena del film in cui nasce il cavallo, Secretariat; subito dopo si vede AJ Michalca in una stalla intenta a scrivere il testo della canzone su un diario. Nel video si alterneranno scene, dove canta AJ, e scene del film. In questo video AJ è vestita con abiti di colore verde, capelli ondulati, sempre molto lunghi. Il video si conclude con un'inquadratura al diario, dove AJ scriveva il testo, con la scritta AJ. Il video fu reso visibile a partire dal 14 settembre 2010 sul canale ufficiale del gruppo musicale statunitense, Aly & AJ, ma era stato anticipato dalla Disney, l'8 ottobre 2010. Regista del video è Chris Alender.